# Giuseppe Ferrari (Philosoph)

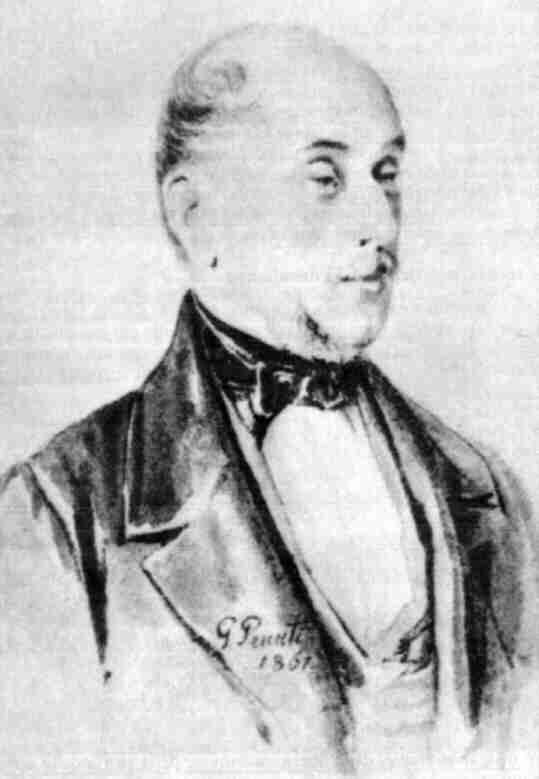
Giuseppe Ferrari

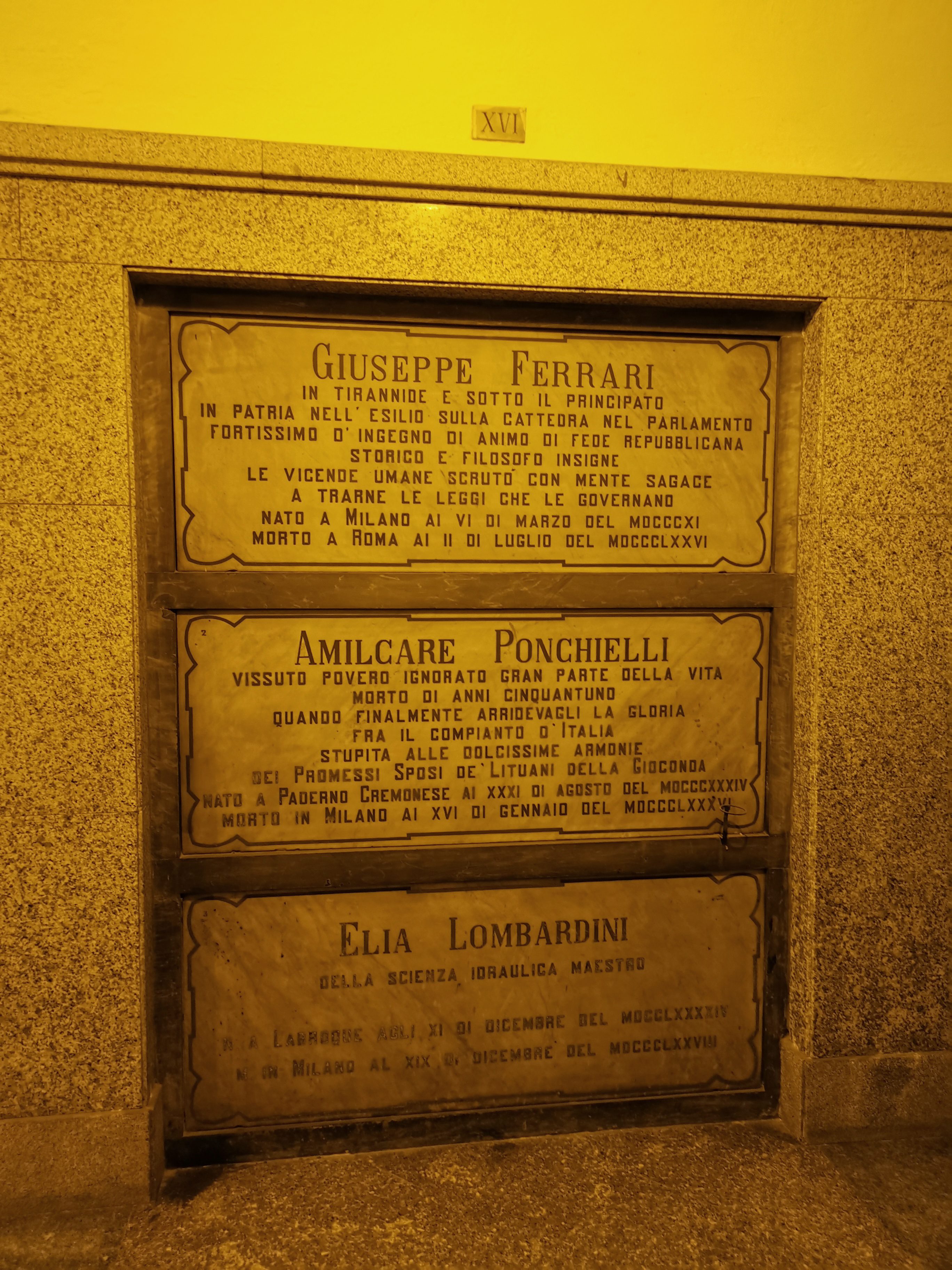
Grab im Cimitero Monumentale Mailand

Giuseppe Ferrari (* 7. März 1811 in Mailand; † 1. Juli 1876 in Rom) war ein italienischer Historiker, Philosoph und Politiker.
Ferrari studierte in Pavia, wobei er im Studenteninternat Collegio Borromeo wohnte. Er lebte dann unabhängig von seinen Studien und begann seine Schriftstellerlaufbahn mit einer Abhandlung über seinen Lehrer, den Philosophen Giovanni Domenico Romagnosi. Es folgten eine Ausgabe der gesammelten Werke Giambattista Vicos (1835) und einige Schriften in französischer Sprache.
Seit 1840 arbeitete er als Professor der Literatur in Rochefort. Diesen Posten musste er aber wegen seiner freisinnigen Richtung aufgeben. Im Januar 1842 wurde ihm auf Empfehlung Cousins der philosophische Lehrstuhl an der Universität Straßburg übertragen; aber schon nach 18 Tagen wurde er auch hier auf Betreiben der Ultramontanen abgesetzt. Seine Vorlesungen veröffentlichte er als Idees sur la politique de Platon et d’Aristote (Paris, 1842).
Nach der Februarrevolution 1848 wurde er von Carnot wieder in sein Amt eingesetzt. Er wirkte darauf in Bourges, wurde aber hier ebenfalls bald suspendiert und kehrte 1859 nach Italien zurück, wo er nacheinander Professor in Turin und Mailand wurde. Als Mitglied des piemontesischen Parlaments war er ein heftiger Gegner von Cavours Annexionspolitik. Seitdem ununterbrochen Deputierter, starb er 1. Juli 1876 in Rom.

## Werke
- Gesammelte Werke Vicos (1835)
- Vico et Italie (Paris 1839)
- De l’erreur (Paris, 1840)
- De religiosi Campanellae opinionibus (Paris, 1840)
- Essay sur le principe et les limites de la philosophie de l’histoire (Paris, 1843)
- Filosofia de la rivoluzione (Capolago, 1851; 2. Auflage Mailand, 1873, 2 Bände) – dies ist sein philosophisches Hauptwerk, in dem er die Lehre von den „Antinomien“ für „unüberwindlich“ erklärt und zuletzt von den unlöslichen Widersprüchen, die dem reinen Gedanken anhaften, den Ausweg in die versöhnende Unmittelbarkeit des realen Lebens zeigt.
- La federazione republlcana (Capolago 1851) – eine Darlegung seiner Theorie der freien Völkerverbrüderung, an welcher er mit doktrinärem Starrsinn festhielt.
- L’histoire des revolutlons de l’Italie, ou Guelfes et Glbelins (Paris 1856–58, 4 Bände)
- L’histoire de la raison d’etat (Paris, 1860)
- Storia de la rivoluzione d’Italia (Mailand, 1871–73, 3 Bände)
- Teoria de periodi politici (Paris, 1874)